# Bogserbåten Hebe
För andra betydelser, se Hebe (olika betydelser).
Bogserbåten Hebe är en svensk bogserbåt, som konstruerades av Kai Agerskov och byggdes 1876 av William Lindbergs Mekaniska Verkstad & Varvs AB i Stockholm. 
Hebe byggdes som S/S Maria för l C J Bång i Stockholm och användes av detta företag 1876-98 för bogsering med mera i Stockholms hamn, under senare delen av perioden av Berggren Bogser & Transport AB. Därefter såldes hon 1898 till Östersund och ägdes hon av N.P Petterson, Östersunds Ångsågs AB och var timmerbogserare i Storsjön med namnet Hebe från 1898. Fartyget förlängdes 1904 och byggdes om med större däckshus och skans 1924-28.
Hebe kom tillbaka till Stockholm 1982 och har användes som fritidsbåt och för mindre chartertrafik.
År 2023 köptes Hebe tillbaka till Storsjön av några intressenter och fraktades dit i september 2023.
Hon är k-märkt.